# Tag der Zahngesundheit

Logo des Aktionskreises zum Tag der Zahngesundheit

  Der Tag der Zahngesundheit  stellt in Deutschland seit 1991 jährlich am 25. September  die Vorsorge, die Verhütung von Zahn-, Mund- und Kiefererkrankungen und die Aufklärung und Förderung von Eigenverantwortung in den Mittelpunkt. Der Tag der Zahngesundheit 2014 beispielsweise stand unter dem Motto „Gesund beginnt im Mund - ein Herz für Zähne!“.
Zum Tag der Zahngesundheit am 25. September 2025 hat die Bundeszahnärztekammer den Speichel zum Schwerpunktthema hervorgehoben.

## Vorgeschichte
Im Herbst 1990 hatte sich der „Aktionskreis Tag der Zahngesundheit“ konstituiert, der die Maßnahmen und Aktionen seither koordiniert. Im Mittelpunkt des Aktions- und Gedenktages stehen lokale und regionale Aktionen zur Aufklärung der Bevölkerung in praktisch allen Regionen und Bundesländern.